# SEAT 127
O SEAT 127 é um automóvel do segmento B produzido pela montadora espanhola SEAT entre a primavera de 1972 e 1982, baseado no Fiat 127.
Devido à política de design da SEAT, uma variante de quatro portas do carro (sem porta traseira, apesar da linha do teto fastback) foi adicionada à linha em 1973. Embora geralmente equipado com o mesmo motor de 903 cc do Fiat 127, a SEAT também produziu uma variante exclusiva do motor 127 OHV. Este tinha 1010 cc em vez de 903 cc e produzia 52 cv em vez dos 43 ou 45 cv da unidade menor.

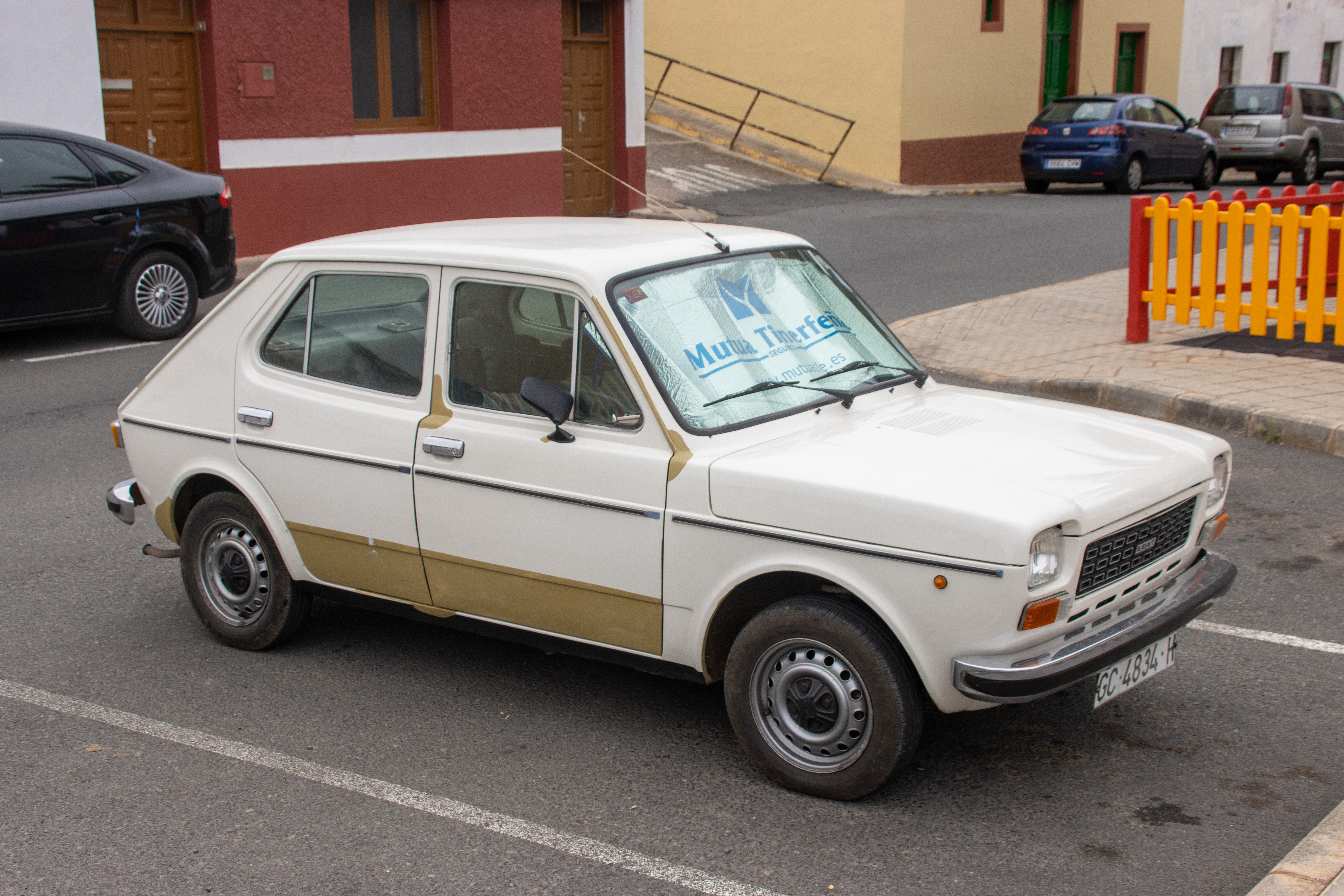
SEAT 127LS 5 portas.
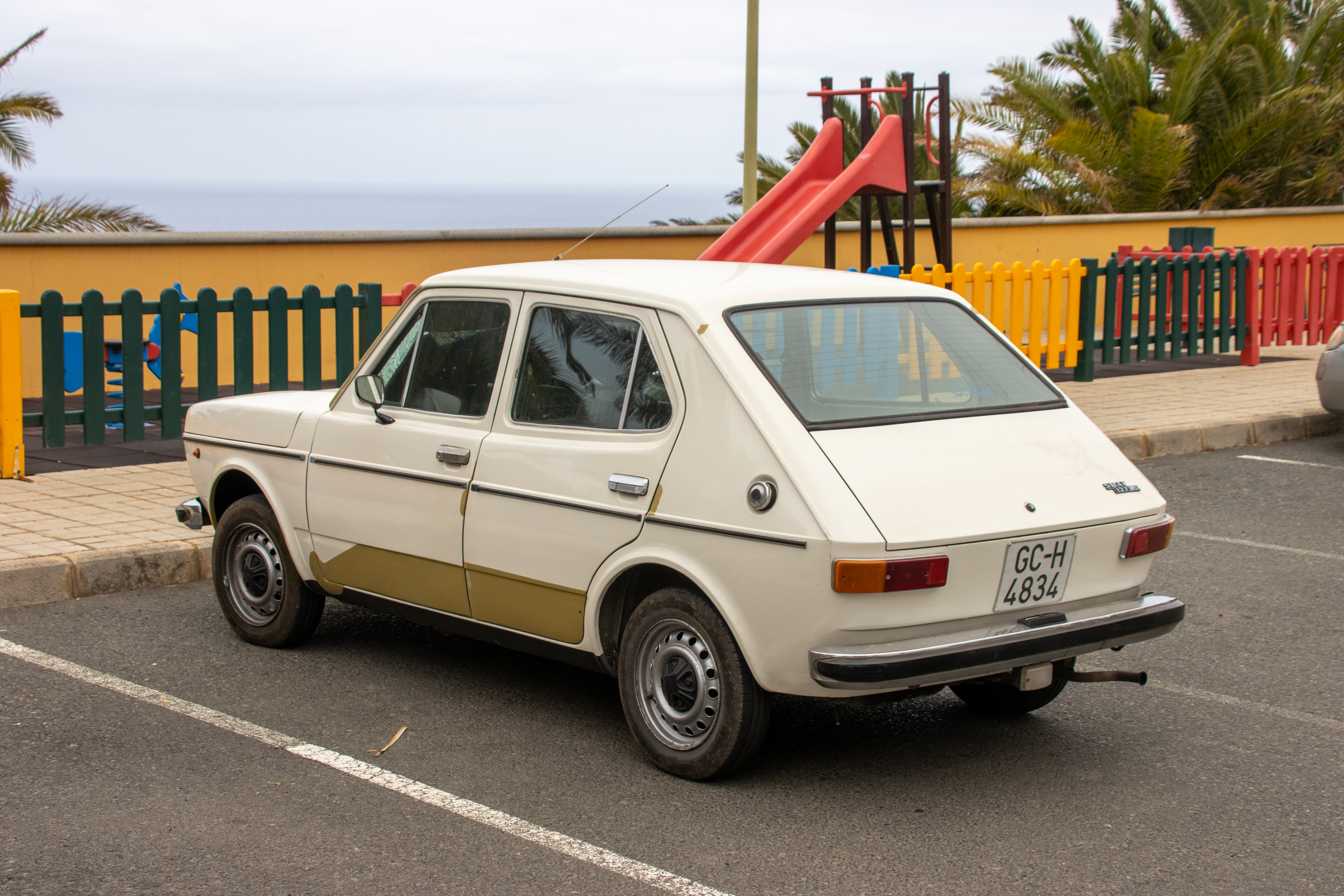
SEAT 127LS 5 portas (traseira).

O SEAT 127 passou pelas mesmas modificações de estilo do Fiat 127 (nova grade, lanternas traseiras, para-choques) para a Série 2, de janeiro de 1980. Ao mesmo tempo, uma carroceria hatchback completa de cinco portas também ficou disponível.

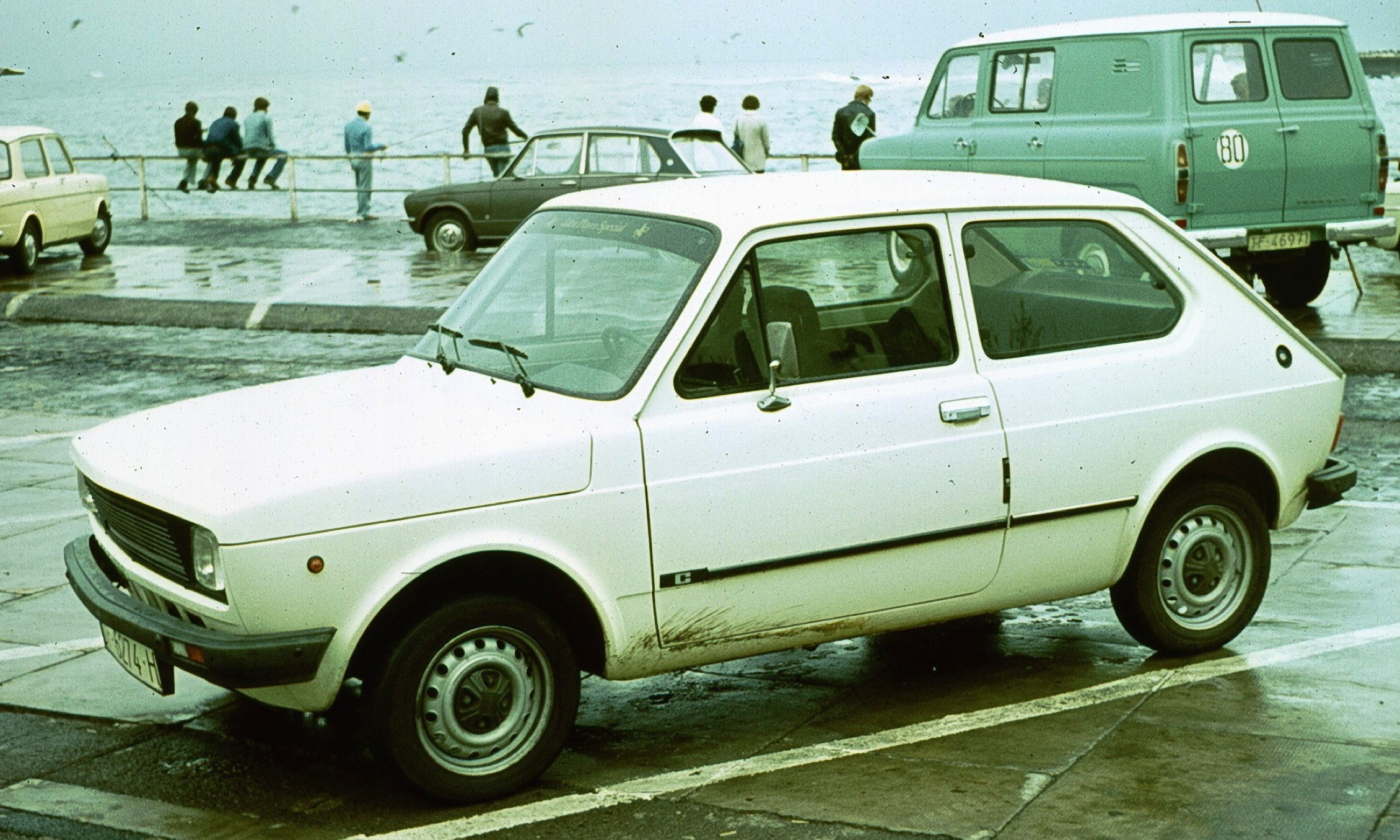
SEAT 127 serie II 2 portas.
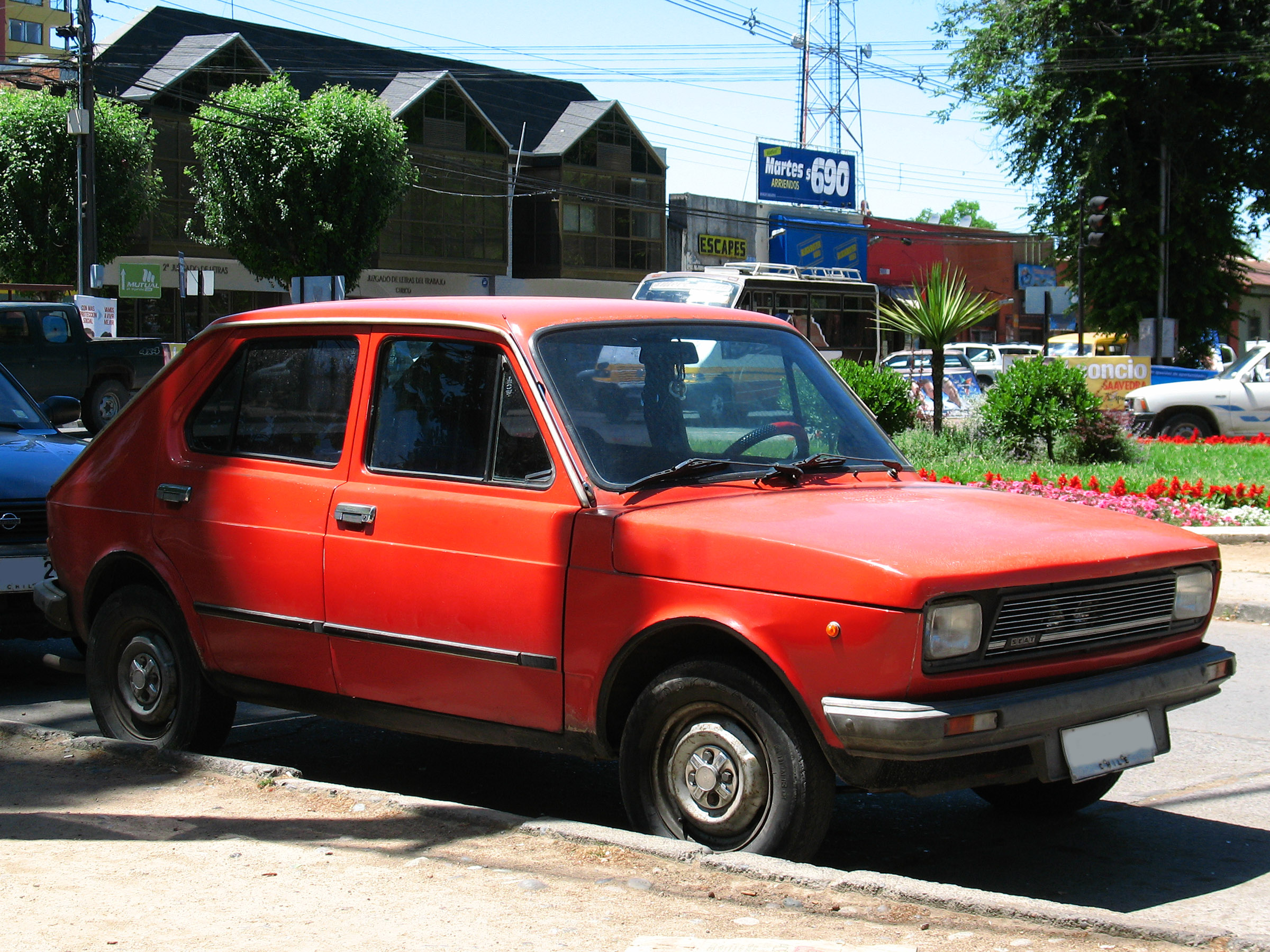
SEAT 127 serie II 5 portas.
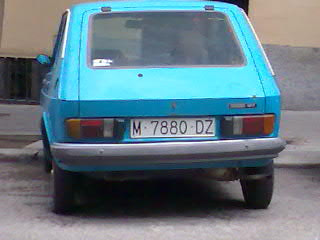
SEAT 127 serie II (traseira).
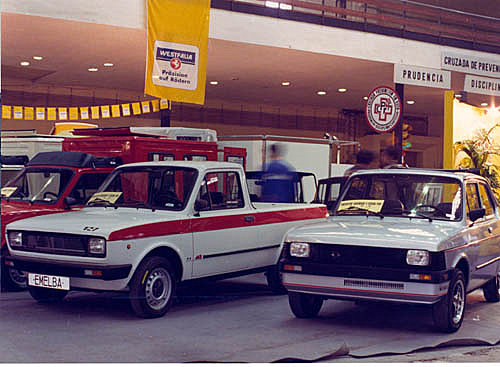
Emelba 127 Pick Up (esquerda).

Quando sua licença da Fiat expirou, a SEAT redesenhou algumas partes do carro e o renomeou como SEAT Fura. Algumas partes de design deste modelo também foram usadas no Ibiza Mk1. A SEAT produziu 1.238.166 unidades do 127 entre 1972 e 1982.